# Centre hospitalier universitaire de Brest
Le centre hospitalier régional universitaire de Brest (CHRU de Brest) est un ensemble de neuf structures :
- hôpital Augustin-Morvan ;
- hôpital de la Cavale Blanche ;
- hôpital de Bohars ;
- hôpital de Carhaix ;
- centre René-Fortin ;
- centre de soins de suite et de réadaptation de Guilers ;
- EHPAD Delcourt-Ponchelet à Brest ;
- EHPAD Keravel de Carhaix ;
- EHPAD Persivien de Carhaix

## Historique
L'hôpital emploie près de 6 000 agents hospitaliers dont 500 médecins et compte 2 641 lits.
Le programme NIDCAP (en) (Newborn Individualized Developmental and Assessment Program), destiné aux enfants prématurés, a été mis en place au CHU de Brest par le Professeur Jacques Sizun, le docteur Nathalie Ratynski et Mme Catherine Mambrini (Cadre de santé) en 1998. Ce programme de soins de développement a été conçu par Heidelise Als à la Harvard Medical School.
En mai 2010, un Centre de ressources pour l'aide à la prise en charge des auteurs de violences sexuelles (le CRAVS) s'ouvre à Brest pour faire le lien entre soin et justice.
En janvier 2019, le CHRU de Brest devient le premier centre au monde à être équipé de la dernière génération de TEP-scan.
En mars 2019, le CHRU de Brest et 9 associations (Escape, Donation Lou-Salomé, Halte au cancer, Horizon d’espoir, Kerez, La Brise, La Fée du Bonheur, Leucémie Espoir, Les Étoiles de la Baie) se partagent un investissement de 95 000 € pour l'oncologie pour les mineurs à l'hôpital Augustin-Morvan.